# Luigi Delneri
Luigi « Gigi » Delneri, parfois orthographié Luigi Del Neri (né le 23 août 1950 à Aquilée, dans la province d'Udine, dans le Frioul-Vénétie Julienne), est un footballeur devenu entraîneur italien de football.

## Biographie

### Carrière de joueur
Après une longue carrière de milieu de terrain et des passages plus ou moins remarqués à l'Udinese, à la Sampdoria ou à Sienne, c'est à l'US Foggia qu'il s'illustre le mieux, formant au milieu de terrain un duo mythique avec Nevio Scala de 1975 à 1978. 
Del Neri met fin à son expérience de joueur à Oderzo en 1985, quand le président Ettore Setten le convainc d'en devenir l'entraîneur.

### Carrière d'entraîneur
Del Neri commence sa carrière d'entraîneur en Série D italienne, l'équivalent de la CFA 2 en France. Sa première grosse performance est la montée successive en Série C2, Série C1, puis en Série B, en seulement trois ans, de Ternana. Par la suite, il se fait connaître en Europe en qualifiant le Chievo Vérone, alors modeste club Série B, en Coupe UEFA. 
Durant l'été 2004, il prend les commandes du FC Porto où plane encore l'aura du portugais José Mourinho, champion d'Europe avec les Dragons en 2003 (Coupe de l'UEFA) et en 2004 (Ligue des Champions). L'expérience s'interrompt très vite puisque dès le début de saison, à la suite de désaccords avec ses dirigeants, Del Neri quitte le club portugais pour remplacer, quelques semaines plus tard, Rudi Völler à la tête de l'AS Roma. 
Mais la carrière du stratège italien bat de l'aile car le club de la capitale italienne ne remporte aucun trophée, et le séjour à Palerme ; là aussi pour y remplacer un entraîneur très populaire en la personne de Francesco Guidolin qui a lui aussi réussi l'exploit de promouvoir un club en Série A puis de le qualifier en coupe d'Europe ; tourne très vite court. 
À l'aube de la saison 2006-2007, Del Neri retrouve le Chievo Vérone. Alors qu'après le scandale des matchs truqués, qui a vu la Juventus Turin reléguée en Série B, et le Milan AC, la Lazio Rome et la Fiorentina AC pénalisés, le club aurait pu espérer une bonne place en championnat, le Chievo se voit finalement sportivement relégué -à l'issue de la saison- en Série B.
Luigi Delneri devient par la suite entraîneur de l'Atalanta Bergame, où il reste deux saisons. Le 1er juin 2009, il prend les commandes de la Sampdoria de Gênes. Il amène le club à une surprenante 4e place, avec des moyens financiers limités. Le club est ainsi qualifié pour le tour de barrage de la Ligue des Champions 2010-2011.
Le 19 mai 2010, Delneri quitte la Sampdoria et prend les rênes de la Juventus de Turin, qui n'est pas qualifiée pour la Ligue des champions 2010-2011.
À la fin de la saison 2010-2011, il est démis de ses fonctions. Il est le deuxième entraîneur de rang à ne pas qualifier la Juve en coupe d'Europe.
Le 22 octobre 2012, il devient l'entraineur du Genoa. Le 20 janvier 2013, il est limogé à la suite d'une défaite à domicile contre Catane. 
Au début de décembre 2015, il est nommé entraineur de l'Hellas Vérone.

## Palmarès

### Joueur
- Champion de Serie B en 1978-79 avec l'Udinese
- Vainqueur de la Coupe Mitropa en 1979-80 avec l'Udinese
- Vainqueur de la Coupe d'Italie de Serie C en 1981-82 avec Lanerossi Vicence

### Entraîneur
- Meilleur entraîneur de l'année de Serie A : 1
  - 2002